# Кальтензундгайм
Кальтензундгайм (нім. Kaltensundheim) — громада в Німеччині, розташована в землі Тюрингія. Входить до складу району Шмалькальден-Майнінген. Складова частина об'єднання громад Гое-Рен.
Площа — 11,78 км2. Населення становить Невірний параметр metadata 16 066 035 ос. (станом на 31 грудня 2021).